# Herman Idelson
Herman Idelson (Hermann Idelsohn, ros. Герман Вигдорович Идельсон, ur. 14 marca 1869 w Rydze, zm. 1944 w KL Stutthof) – łotewski lekarz psychiatra.
Syn kupca z Rygi. Po nauce w ryskim gimnazjum (1879–1888) podjął studia medyczne na Cesarskim Uniwersytecie Dorpackim. Studia ukończył w 1895 roku, w latach 1895 do 1897 był asystentem w uniwersyteckiej klinice psychiatrycznej u Władimira Cziża. W 1896 przebywał na stażu w klinice w Heidelbergu, w latach 1897 i 1898 w Berlinie, gdzie pracował w poliklinice neurologicznej Hermanna Oppenheima, klinice psychiatrycznej i chorób nerwowych szpitala Charité u Friedricha Jolly'ego i laboratorium bakteriologicznym Uniwersytetu Fryderyka Wilhelma u Maxa Rubnera. W maju 1898 uzyskał tytuł doktora nauk medycznych. W 1903 i 1904 roku pracował naukowo w Paryżu, w szpitalu Bicêtre u Pierre’a Marie. Po powrocie do Rygi praktykował jako psychiatra, w miesiącach letnich w uzdrowisku Ķemeri pod Jurmałą. W 1928 roku odznaczony Orderem Trzech Gwiazd.
Żonaty z Niemką Marthą Wirth (zm. 1950 w Szwecji). Mieli dwóch synów, którzy zmienili potem nazwisko na Delson i pod koniec lat 30. prawdopodobnie zostali repatriowani do Niemiec.
Podczas II wojny światowej przebywał w ryskim getcie, kierował oddziałem psychiatrycznym w tamtejszym szpitalu. Był lekarzem Paula Schiemanna. W Rydze pozostał do końca 1944 roku, potem w obozie koncentracyjnym Stutthof. Zmarł na zawał serca trzy dni po przybyciu do obozu.
W jego dorobku naukowym znajduje się kilkanaście prac, dotyczących m.in. zagadnień afazji, porażenia postępującego i chromania przestankowego.

## Wybrane prace
- Современное состояние учения об афазии. Неврологический вестник (1896/97)
- Кровь и ее влияние на золотистый гроздекок при прогрессивном параличе. Юрьев: Г. Лаакман, 1898
- Ueber einen Fall von isolirter motorischer Aphasie ohne agraphie (subcorticale motorische Aphasie?)[7] (1898)
- Ueber das Blut und dessen bacterecides Verhalten gegen Staphylococcus pyogenes aureus bei progressiver Paralysie[8]. (1898)
- Ein Beitrag zur Frage über „infantile Tabes” (1901)
- Ueber postluetische conjugale Nervenkrankheiten. St. Petersburger medizinische Wochenschrift 18 (43), ss. 473-475 (1901)
- Zur Casuistik und Aetiologie des intermittirenden Hinkens[9]. (1903)
- Ueber intermittirendes Hinken. St. Petersburger medizinische Wochenschrift 20, ss. 41-46 (1904)
- Marie, Idelsohn. Un cas de lésion linéaire limitée à la substance blanche de la frontale ascendante droite dans sa moitié supérieure; hémiplégie; étude de la dégénération secondaire pyramidale. Revue neurologique 12, ss. 1025–1030 (1904)
- Lesions musculaires dans la maladie de Parkinson. Revue neurologique (1904)
- Ein Beitrag zur Pathologie und Histologie des tabischen Fusses[10]. (1904)
- Weitere Beiträge zur Dysbasia angiosclerotica (intermittierendes Hinken)[11] (1906)
- Ueber Aphasie. St. Petersburger medizinische Wochenschrift 35, ss. 203-205 (1910)
- Les troubles nerveux causés par les gaz toxiques et leur relation avec les névroses dites traumatiques. Revue neurologique 30, ss. 140-151 (1923)
- Ueber die Claudicatio intermittens und deren Beziehungen zu Allgemeinerkrankungen nebst pathologisch-anatomischen Untersuchungen (1924)
- Kam ieteicams ārstēties Ķemeros un kam ne? Nakotnes Spēks Nr 3 (1934)
- Ko sniedz Ķemeri bez sēra un dūņu vannām. Ķemeru Ziņas Nr 10 (1934)
- Целебное значение Кеммерна. Сегодня № 151 (1931)